# Prova de aglutinação em látex
Uma prova de aglutinação em latex é um teste usado em medicina para identificar o serotipo de vários microorganismos com base na resposta imunitária antígeno-anticorpo do paciente. No teste, o antígeno é absorvido por partículas de latex, que se aglutinam na presença do anticorpo específico para esse antígeno absorvido.